# 锥序酸脚杆
锥序酸脚杆（学名：Medinilla himalayana）为野牡丹科酸脚杆属下的一个种。其种加词“himalayana”意为“喜马拉雅山脉的”。